# سبیل مجاری

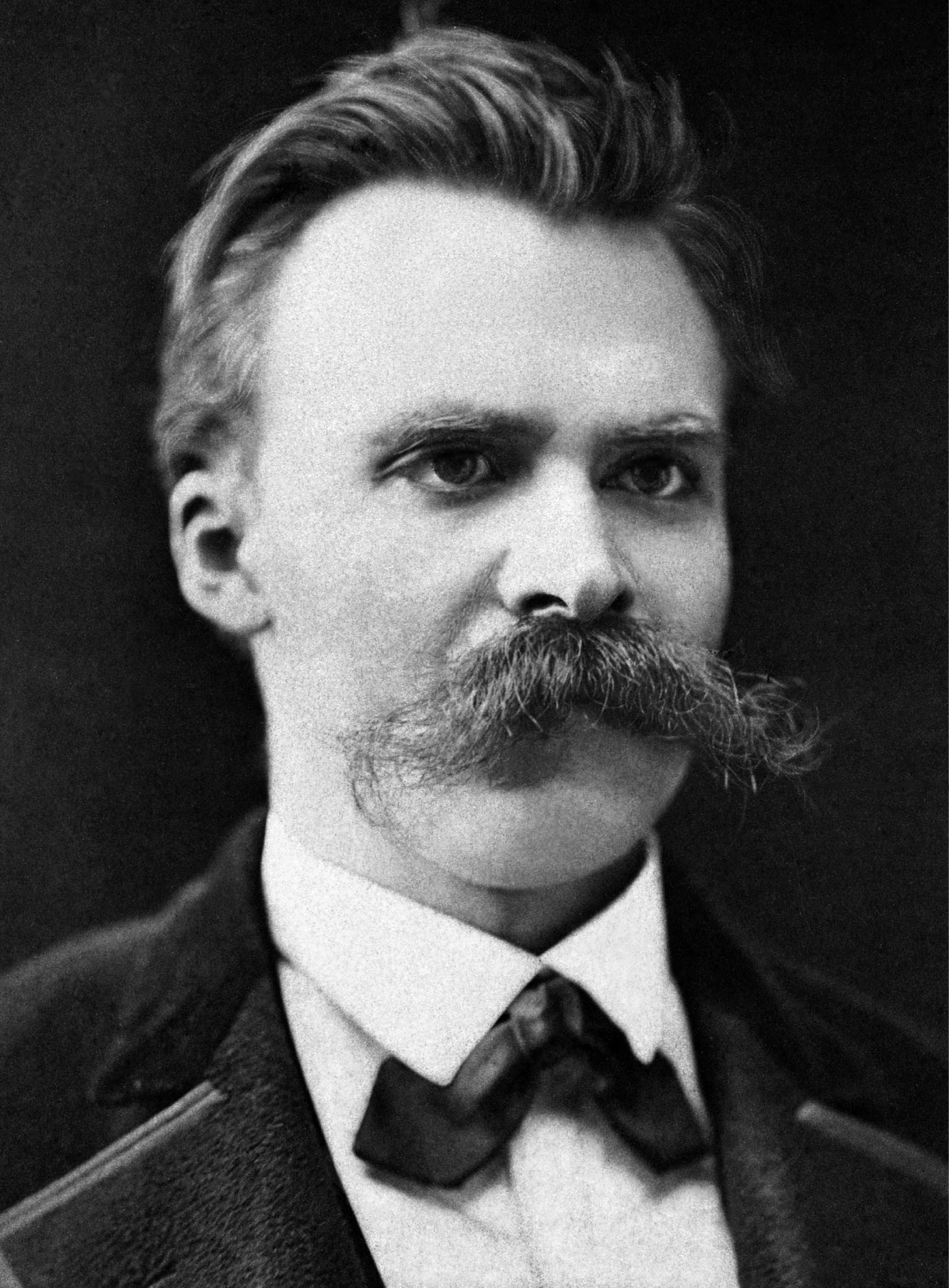
فیلسوف آلمانی فردریش نیچه یکی از افراد مشهور دارای سبیل مجاری

سبیل مَجاری (مجارستانی) یا سبیل درویشی، نوعی مدل سبیل است. سبیل مجاری کلفت و پرپشت و از دو سمت دهان آویزان است و یادآور شارب گراز دریایی می‌باشد. از مشهورترین افرادی که سبیل مجاری داشته‌اند می‌توان فریدریش نیچه و جیمی هاینمن را نام برد.